# كأس اليونان 2010–11
كأس اليونان 2010–11 (باليونانية: Κύπελλο Ελλάδος ποδοσφαίρου ανδρών 2010-11)‏ هو الموسم 69 من كأس اليونان. أشرف على تنظيمه الاتحاد الإغريقي لكرة القدم، وكان عدد الأندية المشاركة فيه 67، وفاز فيه أيك أثينا.